# Pfälzisch-Saarländisches Muschelkalkgebiet
Das Pfälzisch-Saarländische Muschelkalkgebiet, korrekter wäre Pfälzisch-Saarländisch-Lothringisches Muschelkalkgebiet, ist eine naturräumliche Großregion 3. Ordnung im Südwesten von Rheinland-Pfalz, im südlichen Saarland sowie, auf französischer Seite, im Norden Lothringens und im Krummen Elsass. Die Namensgebung entstammt dem Handbuch der naturräumlichen Gliederung Deutschlands, wo das Gebiet die Kennziffer 18 trägt.
Innerhalb des Nordfranzösischen Schichtstufenlandes repräsentiert es die Schichtstufe(n) des Muschelkalks, geht jedoch auch lokal in den Buntsandstein über. Sein Kerngebiet teilt sich auf in den Zweibrücker Westrich (Oberer Buntsandstein mit aufgesetztem Unterem Muschelkalk) im Osten und den Saar-Blies-Gau mit dem Bliesgau (Oberer Muschelkalk) im Südosten. 
Nordwestlich davon liegt die Merziger Muschelkalkplatte nebst (Unterem) Saargau, die jedoch vom Kernland durch die Lothringische Keuperniederung (Keuper), den Warndt (Buntsandstein bis Karbon) und den Saarkohlenwald (Karbon) getrennt wird. Diese wird vom Institut für Landeskunde seit 1969 zur Großregion des Gutlandes (Haupteinheitengruppe 26) gerechnet, wird jedoch in Blatt Saarbrücken (1972) aus demselben Haus sowie auch in der Gliederung nach Quasten (1992) numerisch zur Gruppe 18 einsortiert.

## Naturräumliche Gliederung
Das Blatt Saarbrücken (Helga Schneider 1972), welches weite Teile der hiesigen Großlandschaft, insbesondere des Saar-Blies-Gaus, umfasst, ist das mit Abstand umfangreichste Einzelblatt 1:200.000 des Instituts für Landeskunde und weicht auch in den Maßstäben erheblich von den benachbarten Blättern ab.
Speziell die dort zu Haupteinheiten erklärten  Landschaften Saar-Nied-Gau (183) und Nied-Rossel-Gau (184) erfüllen nicht die typischen Anforderungen an Haupteinheiten. Vielmehr stellt der Saar-Nied-Gau den links der Saar gelegenen Teil der Merziger Muschelkalkplatte dar und der Nied-Rossel Gau fasst die ganz auf französischem Boden gelegene Keuperlandschaft der Lothringischen Keuper-Niederung mit Buntsandstein- (Spicherer Höhen) und Muschelkalk-Landschaften (Kadenbronner Gau) zusammen, die nur durch die Saar von ihren Kernlandschaften getrennt werden.
Damit die Übersicht nicht verloren geht, werden die nachfolgend gelisteten Landschaften nach ihrer tatsächlichen Schichtstufe strukturiert, die Kennziffern indes aus Blatt Saarbrücken übernommen. 
Das erst im Blatt Saarbrücken als Haupteinheit definierte, eigentlich im Buntsandstein liegende Saarbrücken-Kirkeler Waldgebiet wird jedoch hier als Haupteinheit des Muschelkalkgebietes aufgeführt. Im Handbuch der naturräumlichen Gliederung Deutschlands wurde es noch mit den geologisch einander recht verschiedenen Landschaften Kirkeler Schwelle, St. Ingberter Senke, Saarkohlenwald und Warndt zur Haupteinheit Mittelsaarländisches Waldland zusammengefasst. Indes hat sich die Zusammenfassung der Ingberter Senke (nebst Kirkeler Schwelle) mit der Kaiserslauterer Senke zur St. Ingbert-Kaiserslauterer Senke (Westricher Niederung) aus Blatt Saarbrücken weitgehend durchgesetzt, sodass sie z. B. auch in die Gliederung nach Quasten (1992) übernommen wurde. Ebenso stimmt Quasten mit Schneider darin überein, Saarkohlenwald und Warndt als Haupteinheiten der nördlich bis nordöstlich benachbarten Gruppe Saar-Nahe-Bergland zu führen.
- 18 Pfälzisch-Saarländisches Muschelkalkgebiet
  - 180 Zweibrücker Westrich
    - 180.0 Sickinger Stufe
    - 180.1 Östlicher Westrichrand
      - 180.10 Moosalbtalgebiet
      - 180.11 Eppenbrunner Hügelland

    - 180.2 Sickinger Höhe
    - 180.3 Zweibrücker Hügelland
      - 180.30 Untere Schwarzbachtalweitung
      - 180.32 Schwalbhügelland

  - 181(/4) Saar-Blies-Gau
    - 181.0 Vorderer Bliesgau
      - 181.00 Saarbach-Woogbach-Gründe (Bischmisheimer Riedel)
      - 181.01 Ommersheimer Kalkplatte

    - 181.1 Bliesgauhochflächen
      - 181.10 Saar-Blies-Hochflächen
      - 181.11 Kahlenberghochfläche

    - 181.2 Hinterer Bliesgau
      - 181.20 Mittleres Bickenalbtal
      - 181.21 Schloßhübel

    - 181.3 Unteres Bliestal
      - 181.30 Blieskasteler Bliestal
        - 181.300 Ingweiler Talweitung
        - 181.301 Blieskasteler Taltrichter

      - 181.31 Gersheimer Bliestal
      - 181.32 Bliesransbacher Schlingen

    - 181.4 Saargemünder Saartal
      - 181.40 Saargemünder Becken

  - 182 Merziger Muschelkalkplatte
    - 182.0 Seffersbach-Mühlenbach-Randplatten
      - 182.00 Reisberg und Seffersbachengtal
      - 182.01 Wahlener Platte
      - 182.02 Haustadter Stufe

    - 182.1 Merchinger Höhe

  - 183 Saar-Nied-Gau
    - 183.0 Saargaurandplatten
      - 183.00 Tünsdorfer Riedel
      - 183.01 Orscholzer Kalkplatte

    - 183.1 Merziger Saargau
      - 183.10 Saargauhochfläche
      - 183.11 Waldwieser Gau

    - 183.2 Niedaltdorfer Niedtal
    - 183.3 Limberg
    - 183.4 Ittersdorfer Gau

  - 184 Nied-Rossel-Gau
    - 184.2 Kadenbronner Gau
    - 184.3 Spicherer Höhen

  - 186(/4) Saarbrücken-Kirkeler Wald
    - 186.0 Sankt Ingbert-Kirkeler Waldgebiet
      - 186.00 Kirkeler Wald
      - 186.01 Würzbachengtal
      - 186.02 St. Ingberter Wald

    - 186.1 St. Johanner Wald und Scheidter Berg

Die obige Aufstellung ist weitgehend kompatibel mit der – deutlich weniger Einheiten benennenden – Gliederung nach Quasten (1992). Indes wird in der letztgenannten der Vordere Bliesgau (181.0) dem Zweibrücker Westrich (180) zugerechnet.

## Schichtstufen

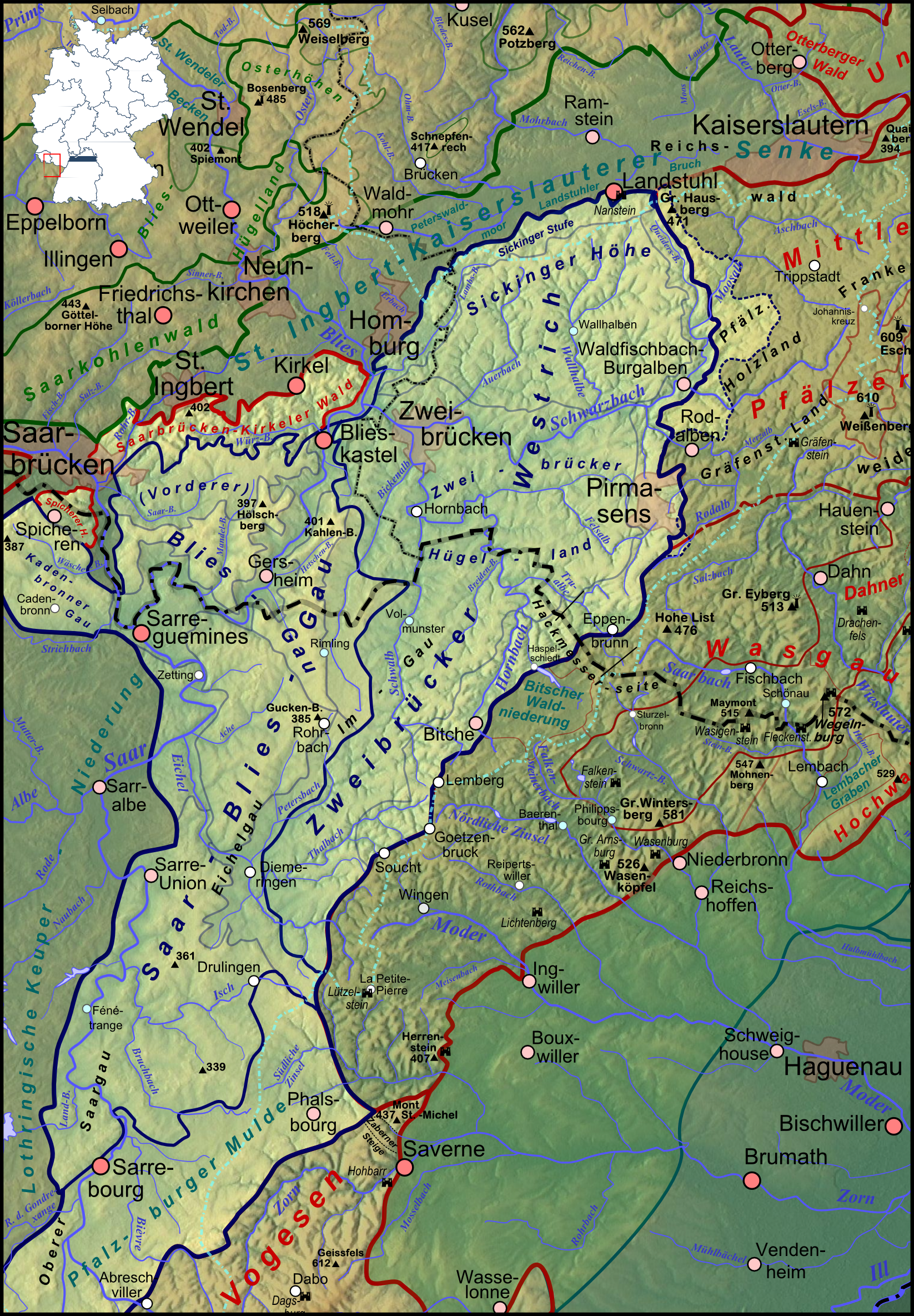
Das Kernland des Pfälzisch-Saarländischen Muschelkalkgebietes im westlichen Anschluss an den Pfälzerwald

Der Zweibrücker Westrich schließt sich unmittelbar westlich an den Unteren und Mittleren Buntsandstein des Pfälzerwaldes in vergleichsweise fließendem Übergang an. Während in den Tälern noch Oberer Buntsandstein ansteht, liegt den Höhenlagen Unterer Muschelkalk auf, der insgesamt zu einer relativ ebenen Plateaulandschaft mit tief eingeschnittenen Tälern führt. Die Höhenlagen sind teils bewaldet, teils werden sie als Grünland genutzt. Der Nordteil des Westrichs, die Sickinger Höhe, fällt nach Norden und Westen in einer ausgeprägten Schichtstufe, der Sickinger Stufe, zur St. Ingbert–Kaiserslauterer Senke ab.
Südlich Homburgs trifft die Sickinger Stufe auf das Tal der Blies. Auch westlich jenseits dieser Talung bleibt eine klare Landstufe zu den Teilsenken Homburger Becken und St. Ingberter Senke  erkennbar, jedoch ist hier der Randsaum der Hochfläche etwas breiter und hat ein ausgeprägteres Relief im Buntsandstein des Saarbrücken-Kirkeler Waldes. Dieser tritt an der Bliestalenge zwischen Schwarzenacker im Osten und Wörschweiler im Westen recht nahe an die Sickinger Stufe heran. Insgesamt bleibt die Buntsandstein-Stufe indes in Süd-Nord-Richtung mit um 5 km bei einer Westsüdwest-Länge von um 20 Kilometern vergleichsweise schmal. Ihr Westteil geht nach Norden in den durch Gesteine des Karbons geprägten Saarkohlenwald über.
Südlich des Waldgebietes geht der Buntsandstein im von Blieskastel bis zum Süden Saarbrückens reichenden Vorderen Bliesgau in Unteren Muschelkalk über, der jedoch etwas weniger zertalt ist als auf der Sickinger Höhe. Diesen Landstreifen zählt Quasten noch explizit zum Westrich, während das Institut für Landeskunde das Bliestal bei Blieskastel als dessen Westgrenze ansieht.
Südlich Blieskastels flacht der Westrich in eine Senke ab, die im Mittelteil der Bickenalb und im Süden dem Petersbach und schließlich dem Mittellauf seines Vorfluters Eichel bei Diemeringen folgt. Diese Senke markiert den Übergang zu Oberem Muschelkalk bzw. zur Haupteinheit Saar-Blies-Gau, die in den beiden Haupthöhenzügen des Bliesgau und weiteren, sich südlich anschließenden Erhebungen mit um 400 Metern ähnliche Höhen erreicht wie der Westen des Zweibrücker Westrichs, jedoch ein völlig anderes Relief aufweist. Der Anstieg findet vergleichsweise gleichmäßig statt, die Täler der Hauptflüsse Saar, Blies und Eichel, mit Einschränkung auch das der Isch, schaffen es, sich breit in den Muschelkalk einzuschneiden. Dem gegenüber sind die kleineren Bäche, etwa Mandelbach oder Ache, nur mäßig tief und weniger steil eingetalt als jene im Westrich. Die Böden sind im Vergleich zum Westrich deutlich fruchtbarer und werden intensiv landwirtschaftlich genutzt, nur inselartig sind sie bewaldet.
Links der Saar und südlich von Saarbrücken finden vom Kadenbronner Gau (Muschelkalk) zu den Spicherer Höhen (Buntsandstein) analoge Übergänge zu denen zwischen Bliesgau und Saarbrücken-Kirkeler Wald statt; im Nordwesten findet die Großlandschaft in der Abflachung zur Saarbrücken-Forbacher Senke ihren Abschluss. Westlich und südlich grenzt der Kadenbronner Gau halbinselartig unmittelbar an die flachwellige Lothringische Keuperniederung, die südlich desselben deutlich weiter nach Osten vordringt. Bei Sarralbe erreicht die von Süden kommende Saar auch zwischenzeitlich den Keuper, bricht jedoch unmittelbar nordöstlich wieder in den Muschelkalk ein, der sie bei Zetting in zwei markante Schlingen zwingt.
Naturräumlich gesehen zieht sich das Muschelkalkgebiet nach Süden weit von Westen um die Vogesen herum, ist jedoch nicht nach dem bundesdeutschen System weiter in Unternaturräume aufgeteilt. Im Gebiet der Pfalzburger Mulde, die sich unmittelbar südlich an Saar-Blies-Gau und Zweibrücker Westrich anschließt, verschwimmen eher die Grenzen zwischen Oberem und Unterem Muschelkalk.

## Flüsse
Hauptflüsse des Muschelkalkgebietes sind die den Westen der Landschaft durchfließende, nach Norden ausgerichtete obere Saar und die ihr hydrologisch ebenbürtige, von Norden kommende Blies unterhalb Homburgs, die sich in Sarreguemines, unmittelbar jenseits der deutsch-französischen Grenze, vereinen.
Weitere Hauptflüsse sind, von Nord nach Süd:
- im Nordosten der Schwarzbach (zur Blies) unterhalb Waldfischbach-Burgalbens
  - insbesondere das komplette Untersystem des Hornbachs
- die Eichel
- die Isch

## Historische Gaulandschaften
Das Pfälzisch-Saarländische Muschelkalkgebiet umfasst insbesondere die nachfolgend genannten historischen Gaue (von Nord nach Süd):
- (Unterer) Saargau (auf der räumlich separierten Merziger Muschelkalkplatte)
- Bliesgau
- Imgau im Westen des Bitscher Landes
- Eichelgau bei Diemeringen
- Oberer Saargau bei Sarrebourg